# Campionato italiano maschile di pallanuoto 1923
Il campionato italiano 1923 è stata la 8ª edizione della massima serie, ed allora unica, del campionato italiano maschile di pallanuoto. Le squadre partecipanti affrontarono inizialmente una fase a gironi, per poi disputare la finale a Roma.

## Finale
|        | Risultato |           |
| ------ | --------- | --------- |
| Sturla | tav.      | Partenope |

La finale si disputò a Roma il 12 agosto 1923. Lo Sturla fu proclamato campione a tavolino per l'abbandono della Rari Nantes Partenope in segno di protesta per l'arbitraggio di Corbari, che a 36 secondi dalla fine, con la Partenope in vantaggio per 1-0, aveva espulso il capitano dei partenopei Claudio Del Giudice per aver reagito a una scorrettezza di un avversario, dopo non aver fischiato numerosi falli commessi dai liguri. Il capitano espulso ritirò la squadra per protesta nei confronti dell'arbitraggio e la federazione, in base al regolamento, assegnò la vittoria a tavolino ai liguri, che a 36 secondi dalla fine stavano perdendo per 1-0. A Napoli fu indetta una sottoscrizione per premiare i giocatori della Partenope, definiti i "campioni morali" dalla stampa partenopea, con delle medaglie d'oro.

## Verdetti
- Sportiva Sturla Campione d'Italia 1923